# Vrenelisgärtli
Vrenelisgärtli är en bergstopp i Schweiz.   Den ligger i kantonen Glarus, i den östra delen av landet, 120 km öster om huvudstaden Bern. Toppen på Vrenelisgärtli är 2 904 meter över havet, eller 142 meter över den omgivande terrängen. Bredden vid basen är 2,2 km.
Terrängen runt Vrenelisgärtli är huvudsakligen bergig, men åt sydväst är den kuperad. Närmaste större samhälle är Glarus, 5,3 km nordost om Vrenelisgärtli. 
Trakten runt Vrenelisgärtli består i huvudsak av gräsmarker. Runt Vrenelisgärtli är det ganska glesbefolkat, med 34 invånare per kvadratkilometer.